# Robert Braet
Robert Braet, bijgenaamd de langen omwille van zijn gestalte (namelijk 1,91 m), (Sint-Kruis, 11 februari 1912 – Brugge, 23 februari 1987) was een Belgische voetballer die zijn hele carrière uitkwam voor Cercle Brugge als doelman. Hij speelde ook veertien interlands voor de Rode Duivels.

## Voetbalcarrière
Braet maakte zijn debuut in het fanionelftal van Cercle Brugge op 24 februari 1929 tegen Lierse SK. Hij kwam 17 seizoenen uit voor de Brugse ploeg (waarin hij 350 wedstrijden speelde) en werd kampioen van België met Cercle in het seizoen 1929-30. Braet kon teren op een imposante verschijning en had enorme handen. Met zijn 1,91 meter stak men in de eerste helft van de vorige eeuw met kop en schouders boven iedereen uit. De wijze waarop hij over zijn strafschopgebied heerste, was dan ook indrukwekkend. Hij was een geboren doelman, aldus zijn zoon Jan. Volgens mondelinge overlevering kon hij vaak de bal stoppen met één hand: "Braet plukt de bal", vertelde men toen.
Hij debuteerde bij de Rode Duivels in 1931 en nam met het nationaal elftal deel aan het Wereldkampioenschap voetbal van 1938 in Frankrijk, maar kwam niet in actie. Hij verzamelde ook selecties van het nationale B-elftal en de militaire ploeg.
Na het beëindigen van zijn spelerscarrière in 1948 bleef Braet betrokken bij Cercle Brugge. Hij zetelde jarenlang in de beheerraad en was van 1967 tot 1970 voorzitter van de club.

## Professionele en extra-professionele activiteiten
Beroepshalve was Robert Braet commercieel afgevaardigde voor een Oostendse groothandel in kolen. De laatste jaren van zijn beroepsloopbaan was hij directeur van de interbedrijfsgeneeskundige dienst Medinoord.
Hij was actief in de oudleerlingenbond van de Broeders Xaverianen in Brugge, vele jaren als voorzitter. Ook was hij medestichter van de vzw Volkshogeschool Moritoen.
Van 1965 tot 1972 was hij gemeenteraadslid voor de CVP in Brugge. Hij had, op vraag van zijn Cerclevriend en burgemeester Pierre Vandamme, zijn grote populariteit in dienst gesteld van de gemeentelijke politiek.
Braet was een zeer belezen man. Zijn voornaamste belangstelling ging uit naar filosofische werken, in het bijzonder naar de geschriften van Pierre Teilhard de Chardin.

## Eerbetoon
- In 1984 werd hij samen met wielrenner Briek Schotte en bokser Karel Sys opgenomen in de orde van 't Manneke uit de Mane.
- Na zijn overlijden in 1987 werd door het bestuur van Cercle beslist jaarlijks een Trofee Robert Braet uit te reiken aan een persoon die zich het afgelopen jaar verdienstelijk had gemaakt voor Cercle. Vanaf 1993 werd de trofee tweejaarlijks uitgereikt.